# Gunnar Jervill
Gunnar Jervill (n. 23 noiembrie 1945, Göteborg, Suedia) este un arcaș ce a reprezentat Suedia, medaliat olimpic. A participat la 2 ediții ale Jocurilor Olimpice (1972, 1976) în care a câștigat o medalie de argint.